# Cúter (eina)

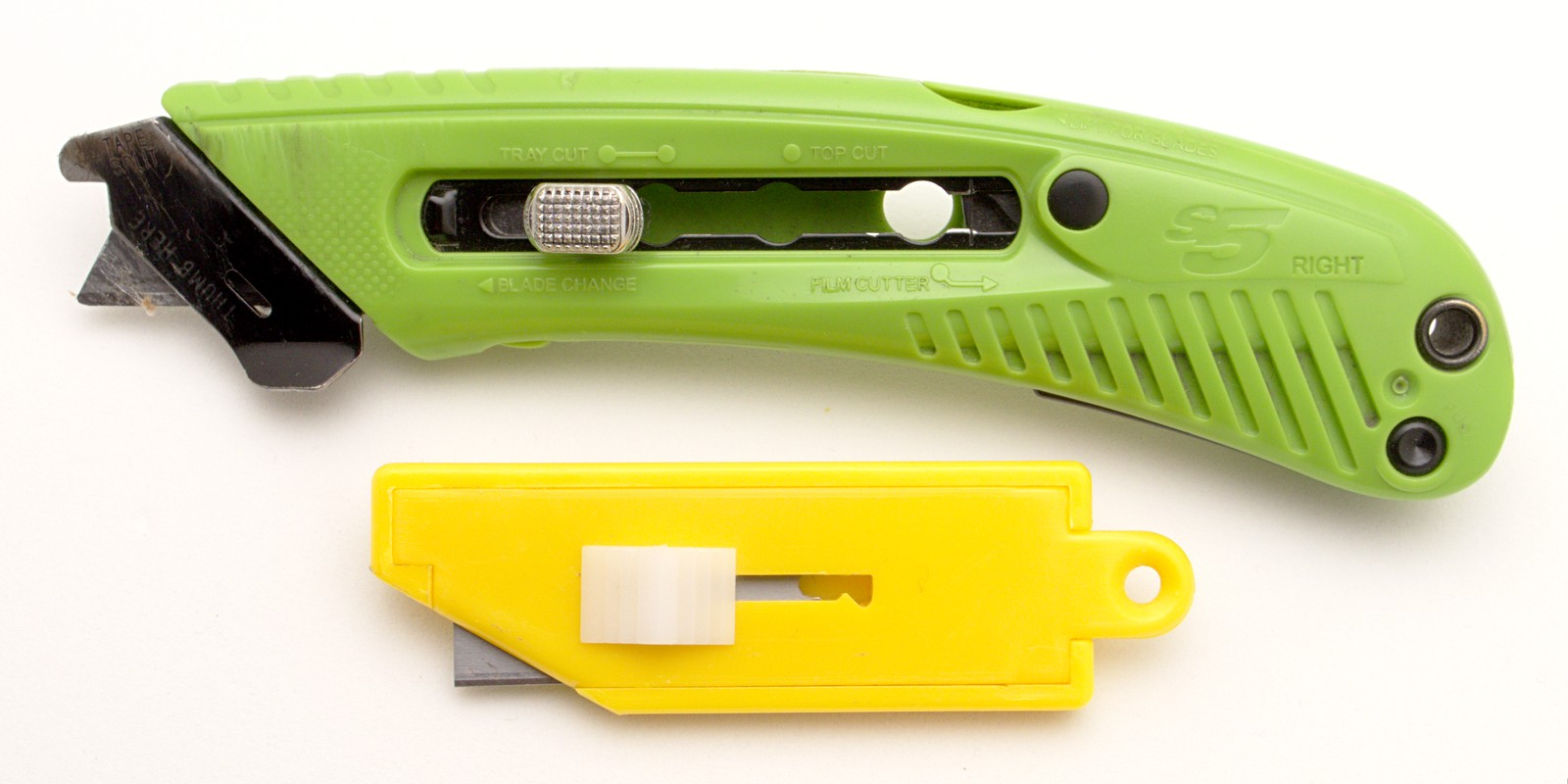
Cúter de seguretat

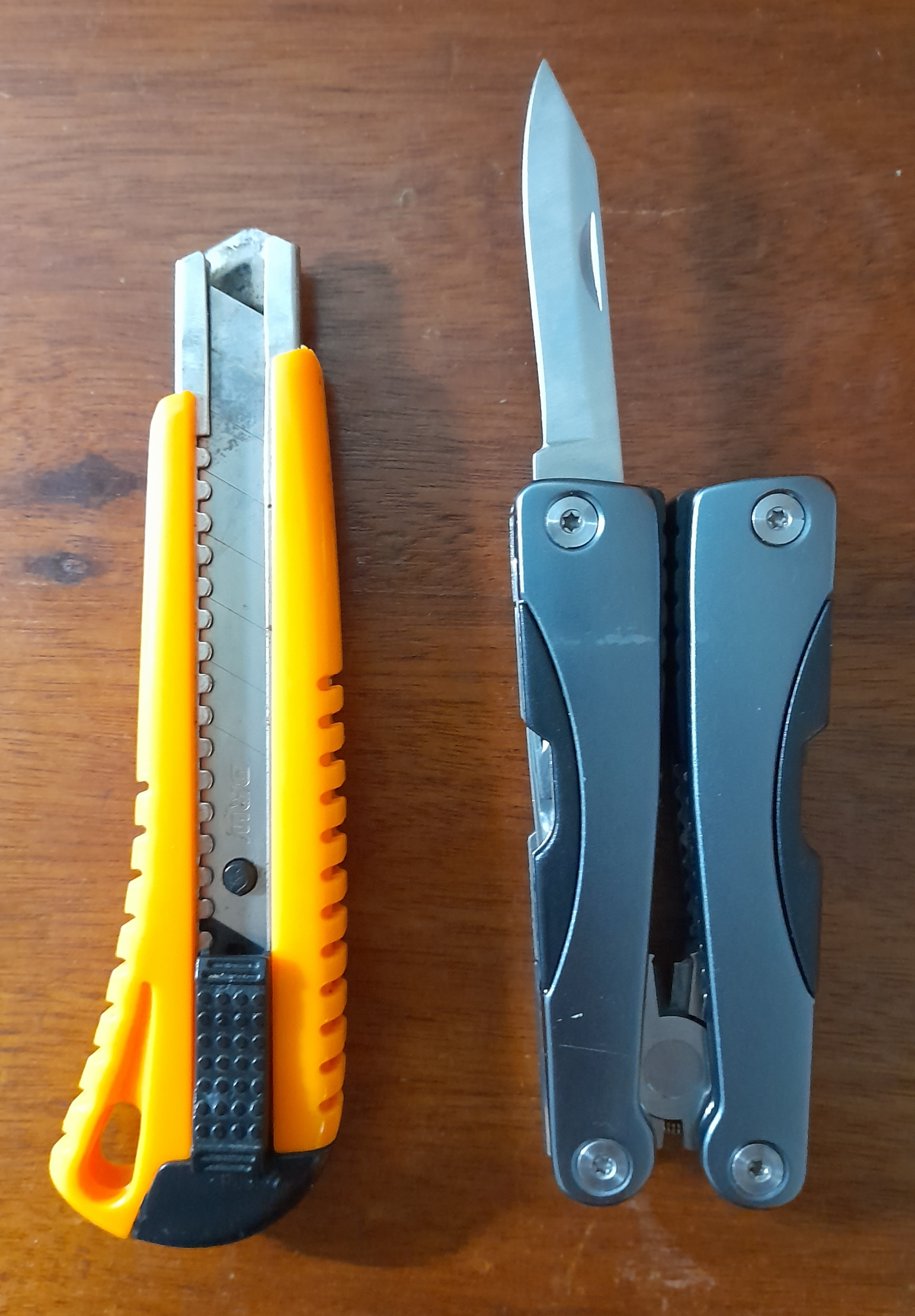
Cúter de full seccionable (esquerra) comparat amb una navalla.

El cúter (nom provinent de l’anglès cutter, ‘tallador’), conegut també com a tallant o tallador, és una eina moderna de tall d'ús freqüent que s'utilitza en diverses ocupacions i treballs per a una àmplia diversitat de propòsits, com tallar moqueta, paper, cartró de caixes o per altres tasques similars. N’hi ha de diferents mides i apropiats a diferents propòsits. N’hi ha de full fix o de full seccionable per tenir sempre una punta esmolada. Va ser inventat per l’empresa japonesa Olfa el 1956.

## Característiques

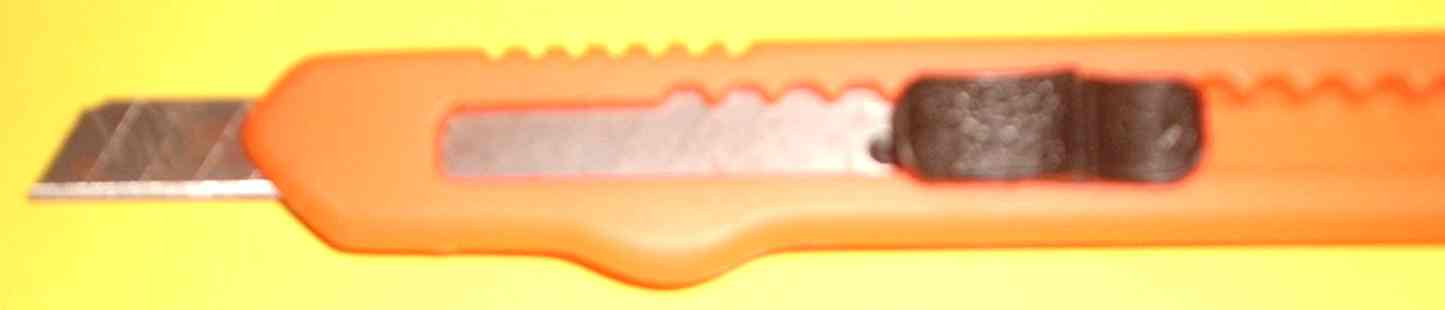
Cúter senzill de fulla segmentada

És un tipus de navalla que consisteix generalment d'un mànec pla, simple i econòmic, d'aproximadament 2,5 cm d'ample i de 7,5 a 10 cm de llarg, fabricat amb metall o plàstic. Alguns fan servir fulles estàndard, altres, fets per a una finalitat en particular com tallar vidre o linòleum, usen fulles de doble tall.
El seu mànec és de plàstic per aïllar de les descàrregues elèctriques febles i la seva fulla és corredissa. El cúter compta també amb un sistema per ajustar fins a quin punt la fulla sobresurt del mànec. Quan la fulla -que és corredissa, de fil nou i reemplaçable-, perd el tall, es pot partir ràpidament per aprofitar els trams que encara no han estat usats o ser substituïda per una nova.